# Snow, Sex and Sun
Pour les articles homonymes, voir Out Cold.
 (Avril 2023).
Snow, Sex & Sun (Out Cold) (ou Vague de froid au Québec) est un film américain réalisé par Brendan Malloy & Emmett Malloy, sorti en 2001.

## Synopsis
À Bull Mountain, un petit village perdu quelque part en Alaska, la vie se résume à peu de choses. Pour Rick, Luke, Anthony et Pigpen, quatre amis de longue date, le snowboard est plus qu'un passe-temps ou une passion, c'est leur raison d'être.
Cependant, leur existence bascule lorsque Papa Muntz, le propriétaire du parc de snowboard, décède. John Majors, un homme d'affaires sans scrupules qui a déjà bétonné une partie du Colorado, décide alors de transformer le village en station ultramoderne pour jeunes cadres dynamiques, ce qui n'est pas du goût de nos quatre snowboarders. Avec l'aide des deux séduisantes filles du magnat, Inga et Anna, ces derniers vont tout mettre en œuvre pour que Bull Mountain reste le refuge de la pure glisse.

## Fiche technique
- Titre : Snow, Sex and Sun
- Réalisation : Emmett Malloy & Brendan Malloy
- Scénario : Jon Zack
- Production : Michael Aguilar
- Genre : comédie
- Durée : 90 minutes
- Date de sortie :
  -  France : 14 août 2002

## Distribution
- Jason London (VF : Damien Boisseau) : Rick Rambis
- Lee Majors (VF : Dominique Paturel) : John Majors
- Willie Garson (VF : Michel Mella) : Ted Muntz
- Zach Galifianakis (VF : Emmanuel Curtil) : Luke
- David Koechner (VF : Patrick Floersheim) : Stumpy
- Flex Alexander (VF : Lucien Jean-Baptiste) : Anthony
- A.J. Cook (VF : Laura Blanc) : Jenny
- David Denman (VF : Guillaume Orsat) : Lance
- Caroline Dhavernas (VF : Laura Préjean) : Anna
- Derek Hamilton (VF : Cédric Dumond) : Pig Pen
- Thomas Lennon (VF : Georges Caudron) : Eric Montclare
- Victoria Silvstedt (VF : Kelvine Dumour) : Inga
- Todd Richards (VF : Guillaume Lebon) : Barry
- Lewis Arquette (VF : Pierre Hatet) : Herbert 'Papa' Muntz
- Rob 'Sluggo' Boyce : Snownook Guy
- Rio Tahara (en) : Tetsuo
- Ted Stryker : Tourist Dude in Line-up
- Brett Kelly (en) : Kid at Barbeque (Toby)
- Lee R. Mayes : Whitey
- Alexis Glabus : Solid Gold Dancer
- Nicole Amos : Solid Gold Dancer
- Fawnia Mondey : Solid Gold Dancer
- Holly Eglington : Solid Gold Dancer
- Odessa Munroe (pl) : Solid Gold Dancer
- Christine Caux : Solid Gold Dancer
- Janette Wu : Solid Gold Dancer
- Kendall Saunders : Solid Gold Dancer
- Karen Robertson : Solid Gold Dancer
- Danny Hagge (VF : Jackie Berger) : Stewart
- Jane Sowerby : Powder Room Woman
- Jack Johnson : Jack Johnson and Band
- Adam Topol : Jack Johnson and Band
- Merlo Podlewski : Jack Johnson and Band
- Tara Dakides : elle-même
- Sean Johnson : lui-même
- Steve Kahan : Powder Room Bartender

## Anecdotes
- Le tournage de Snow, sex & sun a débuté le 6 novembre 2000 à Vancouver, en Colombie Britannique, au Canada. L'équipe du film a pu obtenir les paysages enneigés qu'elle recherchait en allant tourner à l'intérieur des terres, notamment dans la petite ville de Salmo, dans les montagnes de West Kootenay.
- Pour tourner, la production bénéficiait de l'utilisation exclusive de la montagne du lundi au jeudi.
- Les producteurs ne voulaient pas employer de cascadeurs pour les scènes de snowboard mais de vrais snowboarders. Ainsi, certains professionnels de cette discipline ont tenu leur propre rôle ou ont doublé les acteurs. Parmi eux figurent notamment Todd Richards, Jason Bothe, Rio Tahara, champion du Japon de half-pipe ou encore Sean Johnson. Ce sont ces snowboarders professionnels qui se sont chargés d'entraîner les autres comédiens quelques semaines avant le début du tournage.
- Fidèle à son personnage de Colt Seavers dans la série télévisée L'Homme qui tombe à pic, Lee Majors a fait ses propres cascades en ski.